# Parlement van de Franse Gemeenschap (samenstelling 2014-2019)
Dit is een lijst van leden van het Parlement van de Franse Gemeenschap van de legislatuur 2014-2019. Het Parlement van de Franse Gemeenschap telt 94 leden. Deze leden zijn de 75 leden van het Waals Parlement, verkozen bij de Waalse verkiezingen van 25 mei 2014, en 19 leden die deel uitmaken van de Franse taalgroep van het Brussels Hoofdstedelijk Parlement. Deze 19 leden raakten verkozen bij de Brusselse gewestverkiezingen van 25 mei 2014. De legislatuur ging van start op 17 juni 2014 en eindigde op 24 april 2019.
Tijdens deze legislatuur is de regering-Demotte III in functie, die steunt op een meerderheid van PS en cdH. De oppositiepartijen zijn dus MR, FDF/DéFi, Ecolo, PTB-go! en PP.

## Samenstelling
| Begin legislatuur (2014) | Begin legislatuur (2014) | Begin legislatuur (2014) | Einde legislatuur (2019) | Einde legislatuur (2019) | Einde legislatuur (2019) |
| Fractie                  | Fractie                  | Zetels                   | Fractie                  | Fractie                  | Zetels                   |
| ------------------------ | ------------------------ | ------------------------ | ------------------------ | ------------------------ | ------------------------ |
|                          | PS                       | 36                       |                          | PS                       | 36                       |
|                          | MR                       | 30                       |                          | MR                       | 29                       |
|                          | cdH                      | 16                       |                          | cdH                      | 16                       |
|                          | Ecolo                    | 6                        |                          | Ecolo                    | 6                        |
|                          | FDF                      | 3                        |                          | DéFI                     | 3                        |
|                          | PTB-go!                  | 2                        |                          | Listes Destexhe          | 3                        |
|                          | PP                       | 1                        |                          | PTB-go!                  | 2                        |

Wijzigingen in fractiesamenstelling:
- In 2015 verlaat André-Pierre Puget de PP-fractie. Hij zetelt tot 2016 als onafhankelijke, daarna van 2016 tot 2017 in de La Droite Citoyenne-fractie, van 2017 tot 2019 in de J'Existe-fractie, van januari tot maart 2019 in de UDD-fractie en vanaf maart 2019 in de Listes Destexhe-fractie.
- In 2019 verlaten Alain Destexhe en Patricia Potigny de MR-fractie. Ze zetelen voortaan in de Listes Destexhe-fractie.

## Lijst van de parlementsleden
| Volksvertegenwoordiger    | Kieskring                | Fractie | Opmerkingen |
| ------------------------- | ------------------------ | ------- | --- |
| André Antoine             | Nijvel                   | cdH     | Voorzitter van de commissie Hoger Onderwijs, Onderzoek en Media tot 22 september 2015. |
| Josy Arens                | Aarlen-Marche-Bastenaken | cdH     | |
| François Desquesnes       | Zinnik                   | cdH     | |
| Savine Moucheron          | Bergen                   | cdH     | werd van 1 juni 2016 tot 12 december 2018 als schepen van Bergen vervangen door Pascal Baurain. Moucheron zelf vervangt vanaf 22 juli 2014 Carlo Di Antonio, minister in de Waalse Regering. |
| Benoit Drèze              | Luik                     | cdH     | |
| Dimitri Fourny            | Neufchâteau-Virton       | cdH     | Ondervoorzitter. |
| Mathilde Vandorpe         | Doornik-Aat-Moeskroen    | cdH     | vervangt vanaf 18 juni 2014 Alfred Gadenne, die voltijds burgemeester van Moeskroen wordt. |
| Isabelle Moinnet-Joiret   | Namen                    | cdH     | Voorzitter van de commissie Hoger Onderwijs, Onderzoek en Media van 20 oktober 2015 tot 17 januari 2019 en vanaf 17 januari 2019 voorzitter van de commissie Hoger Onderwijs, Onderwijs voor Sociale Promotie, Onderzoek en Media. |
| Maxime Prévot             | Namen                    | cdH     | werd van 22 juli 2014 tot 28 juli 2017 als minister in de Waalse Regering vervangen door Clotilde Leal-Lopez. |
| Véronique Salvi           | Charleroi                | cdH     | Voorzitter van de cdH-fractie vanaf 18 april 2016. |
| Valentine Bourgeois       | Verviers                 | cdH     | vervangt vanaf 23 januari 2019 Isabelle Stommen, die wegens de decumulregeling in het Waals Parlement ontslag neemt. Stommen zelf verving vanaf 4 mei 2016 Marie-Martine Schyns, die minister in de Franse Gemeenschapsregering werd. Eerste opvolger Jean-Paul Bastin verkoos om voltijds burgemeester van Malmedy te blijven. Schyns was voorzitter van de cdH-fractie van 22 juli 2014 tot 18 april 2016. |
| Marie-Dominique Simonet   | Luik                     | cdH     | |
| Veronique Waroux          | Doornik-Aat-Moeskroen    | cdH     | |
| Matthieu Daele            | Verviers                 | Ecolo   | Voorzitter van de Ecolo-fractie tot 22 juli 2014. |
| Stéphane Hazée            | Namen                    | Ecolo   | |
| Philippe Henry            | Luik                     | Ecolo   | |
| Hélène Ryckmans           | Nijvel                   | Ecolo   | |
| Jean-Luc Nix              | Verviers                 | MR      | vervangt vanaf 21 september 2017 Pierre-Yves Jeholet, die minister in de Waalse Regering wordt. |
| Laurent Henquet           | Namen                    | MR      | vervangt vanaf 18 juni 2014 Anne Barzin, die voltijds schepen van Namen wordt |
| Pierre Helson             | Dinant-Philippeville     | MR      | vervangt vanaf 12 december 2018 Valérie Warzée-Caverenne, die wegens de decumulregeling in het Waals Parlement ontslag neemt. Warzée-Caverenne zelf verving vanaf 4 mei 2016 François Bellot, die minister in de Federale regering werd. |
| Laetitia Brogniez         | Dinant-Philippeville     | MR      | |
| Marie-Françoise Nicaise   | Thuin                    | MR      | vervangt vanaf 18 juni 2014 Yves Binon, die voltijds burgemeester van Ham-sur-Heure-Nalinnes wordt |
| Eric Lejeune              | Aarlen-Marche-Bastenaken | MR      | vervangt vanaf 12 december 2018 Carine Lecomte, die wegens de decumulregeling in het Waals Parlement ontslag neemt. Lecomte zelf verving vanaf 5 november 2014 Willy Borsus, die minister in de Federale regering werd. |
| Patricia Potigny          | Charleroi                | MR      | zetelt vanaf 21 maart 2019 in de Listes Destexhe-fractie. Vervangt vanaf 24 september 2015 de overleden Véronique Cornet |
| Stéphane Delfosse         | Doornik-Aat-Moeskroen    | MR      | vervangt vanaf 12 december 2018 Philippe Bracaval, die wegens de decumulregeling in het Waals Parlement ontslag neemt. Bracaval zelf verving vanaf 21 september 2017 Jean-Luc Crucke, die minister in de Waalse Regering werd. |
| Chantal Versmissen-Sollie | Nijvel                   | MR      | vervangt vanaf 12 december 2018 Jordan Godfriaux, die wegens de decumulregeling in het Waals Parlement ontslag neemt. Godfriaux zelf verving vanaf 21 september 2017 Valérie De Bue, die minister in de Waalse Regering werd. De Bue was tot 18 november 2014 voorzitter van de commissie Begroting, Openbaar Ambt en Administratieve Vereenvoudiging en ondervoorzitter van 5 november 2014 tot 28 juli 2017. |
| Diana Nikolic             | Luik                     | MR      | vervangt vanaf 12 december 2018 Christine Defraigne, die wegens de decumulregeling in het Waals Parlement ontslag neemt. Defraigne was tot 19 november 2014 voorzitter van de commissie Internationale Betrekkingen, Europese Aangelegenheden, Algemene Zaken, Universitaire Ziekenhuizen, Beroepen in de Gezondheidszorg, Reglement, Informatica en Controle op de Communicatie van de Leden van de Regering en Verkiezingsuitgaven.                                                                                |
| Fabian Culot              | Luik                     | MR      | vervangt vanaf 5 juli 2017 Virginie Defrang-Firket, die burgemeester van Neupré wordt |
| Olivier Destrebecq        | Zinnik                   | MR      | Voorzitter van de commissie Begroting, Openbaar Ambt en Administratieve Vereenvoudiging vanaf 18 november 2014. |
| Nicolas Tzanetatos        | Charleroi                | MR      | vervangt vanaf 18 juni 2014 Cyprien Devilers, die voltijds schepen van Charleroi wordt |
| Magali Dock               | Hoei-Borgworm            | MR      | |
| Philippe Dodrimont        | Luik                     | MR      | |
| Véronique Durenne         | Doornik-Aat-Moeskroen    | MR      | |
| Yves Evrard               | Neufchâteau-Virton       | MR      | |
| Jacqueline Galant         | Bergen                   | MR      | werd van 5 november 2014 tot 15 april 2016 als minister in de Federale Regering vervangen door Georges-Louis Bouchez. Galant was secretaris tot 11 oktober 2014. |
| Marie-Christine Warnant   | Hoei-Borgworm            | MR      | vervangt vanaf 12 december 2018 Patrick Lecerf, die wegens de decumulregeling in het Waals Parlement ontslag neemt. Lecerf zelf verving vanaf 5 november 2014 Hervé Jamar, die minister in de Federale Regering werd. Jamar was ondervoorzitter tot 11 oktober 2014. |
| Charles Gardier           | Verviers                 | MR      | vervangt vanaf 22 juli 2014 Jenny Baltus-Möres, die als Duitstalige niet in het Parlement van de Franse Gemeenschap mag zetelen. Gardier is vanaf 5 oktober 2017 voorzitter van de commissie Cultuur en Kinderen. |
| Philippe Knaepen          | Charleroi                | MR      | Voorzitter van de commissie Cultuur en Kinderen van 5 maart 2015 tot 21 september 2017 en ondervoorzitter vanaf 21 september 2017. |
| Olivier Maroy             | Nijvel                   | MR      | |
| Gilles Mouyard            | Namen                    | MR      | |
| Lyseline Louvigny         | Nijvel                   | MR      | vervangt vanaf 25 januari 2017 Christophe Dister, die voltijds burgemeester van Terhulpen wordt. Dister verving vanaf 18 maart 2015 Florence Reuter, die burgemeester van Waterloo werd. Reuter was voorzitter van de commissie Cultuur en Kinderen tot 5 maart 2015. |
| Jean-Paul Wahl            | Nijvel                   | MR      | |
| Jean-François Istasse     | Verviers                 | PS      | vervangt vanaf 12 december 2018 Véronique Bonni, die wegens de decumulregeling in het Waals Parlement ontslag neemt. |
| Christophe Collignon      | Hoei-Borgworm            | PS      | |
| Philippe Courard          | Aarlen-Bastenaken-Marche | PS      | werd van 18 juni tot 25 september 2014 als ontslagnemend staatssecretaris van de Federale Regering vervangen door Véronique Biordi-Taddei. Sinds 19 november 2014 parlementsvoorzitter. |
| Jean-Pierre Denis         | Doornik-Aat-Moeskroen    | PS      | vervangt vanaf 23 juli 2014 Rudy Demotte, die minister in de Franse Gemeenschapsregering wordt. |
| Pierre-Yves Dermagne      | Dinant-Philippeville     | PS      | werd van 8 februari tot 28 juli 2017 als minister in de Waalse Regering vervangen door Eddy Fontaine. |
| Serdar Kilic              | Charleroi                | PS      | Vervangt vanaf 29 juni 2016 Hicham Imane, die Kilic verving zolang die schepen van Charleroi was. Imane verving vanaf 18 juni 2014 Anthony Dufrane, die voltijds schepen van Charleroi werd. |
| Pierre Tachenion          | Bergen                   | PS      | vervangt vanaf 12 december 2018 Jean-Marc Dupont, die wegens de decumulregeling in het Waals Parlement ontslag neemt. |
| Virginie Gonzalez-Moyano  | Thuin                    | PS      | vervangt vanaf 17 juni 2014 Françoise Fassiaux-Looten, die het mandaat van Waals Parlementslid niet opneemt en burgemeester van Chimay blijft |
| Paul Furlan               | Thuin                    | PS      | werd vanaf 22 juli 2014 tot 26 januari 2017 als minister in de Waalse Regering vervangen door François Devillers |
| Latifa Gahouchi           | Charleroi                | PS      | Voorzitter van de commissie Onderwijs. |
| Joëlle Kapompolé          | Bergen                   | PS      | |
| Anne Lambelin             | Nijvel                   | PS      | Van 8 januari tot 17 januari 2019 voorzitter van de commissie Internationale Betrekkingen, Europese Aangelegenheden, Algemene Zaken, Universitaire Ziekenhuizen, Beroepen in de Gezondheidszorg, Reglement, Informatica en Controle op de Communicatie van de Leden van de Regering en Verkiezingsuitgaven. Vanaf 17 januari 2019 voorzitter van de commissie Internationale Betrekkingen, Algemene Zaken, Gelijkheid, Reglement en Controle op de Communicatie van de Leden van de Regering en Verkiezingsuitgaven. |
| Luc Van der Stichelen     | Doornik-Aat-Moeskroen    | PS      | vervangt vanaf 12 december 2018 Bruno Lefebvre, die wegens de decumulregeling in het Waals Parlement ontslag neemt. |
| Hassan Idrissi            | Nijvel                   | PS      | vervangt vanaf 12 december 2018 Dimitri Legasse, die wegens de decumulregeling in het Waals Parlement ontslag neemt. |
| Jean-Charles Luperto      | Namen                    | PS      | Parlementsvoorzitter tot 10 november 2014. |
| Anthony Dufrane           | Charleroi                | PS      | vervangt vanaf 25 september 2014 Julie Patte, die schepen van Charleroi wordt. Patte verving van 22 juli 2014 tot 7 september 2014 Paul Magnette, die minister in de Waalse Regering werd. |
| Mauro Lenzini             | Luik                     | PS      | vervangt vanaf 22 juli 2014 Jean-Claude Marcourt, die minister in de Waalse Regering wordt. |
| Nicolas Martin            | Bergen                   | PS      | |
| Christie Morreale         | Luik                     | PS      | Tot 7 januari 2019 voorzitter van de commissie Onderwijs voor Sociale Promotie, Jeugd, Vrouwenrechten en Gelijke Kansen. |
| Maurice Mottard           | Luik                     | PS      | |
| André Vrancken            | Luik                     | PS      | vervangt vanaf 12 december 2018 Alain Onkelinx, die wegens de decumulregeling in het Waals Parlement ontslag neemt. |
| Sophie Pécriaux           | Charleroi                | PS      | |
| Patrick Prévot            | Zinnik                   | PS      | |
| Christine Poulin          | Dinant-Philippeville     | PS      | |
| Zoé Istaz-Slangen         | Luik                     | PS      | vervangt vanaf 12 december 2018 Déborah Geradon, die wegens de decumulregeling in het Waals Parlement ontslag neemt. Geradon zelf verving vanaf 23 juli 2014 Isabelle Simonis, die minister in de Franse Gemeenschapsregering werd. |
| Valérie Dejardin          | Verviers                 | PS      | vervangt vanaf 12 december 2018 Muriel Targnion, die wegens de decumulregeling niet in het Waals Parlement gaat zetelen en daardoor niet langer in het Parlement van de Franse Gemeenschap kan zetelen. Targnion zelf verving vanaf 17 juni 2014 Edmund Stoffels, die als Duitstalige niet in het Parlement van de Franse Gemeenschap mocht zetelen. |
| Éliane Tillieux           | Namen                    | PS      | werd van 22 juli 2014 tot 28 juli 2017 als minister in de Waalse Regering vervangen door Vincent Sampaoli |
| Graziana Trotta           | Charleroi                | PS      | |
| Christiane Vienne         | Doornik-Aat-Moeskroen    | PS      | Voorzitter van de PS-fractie en secretaris. |
| Olga Zrihen               | Zinnik                   | PS      | |
| Frédéric Gillot           | Luik                     | PTB     | |
| Ruddy Warnier             | Hoei-Borgworm            | PTB     | |
| André-Pierre Puget        | Luik                     | PP      | zetelt van 6 januari tot 30 november 2016 als onafhankelijke, van 1 december 2016 tot 8 april 2017 in de La Droite Citoyenne-fractie, van 19 april 2017 tot 23 januari 2019 in de J'Existe-fractie, van 23 januari tot 21 maart 2019 in de UDD-fractie en vanaf 21 maart 2019 in de Listes Destexhe-fractie. |
| Bertin Mampaka Mankamba   | Brussel                  | cdH     | |
| Hamza Fassi-Fihri         | Brussel                  | cdH     | Vervangt vanaf 15 oktober 2014 Julie De Groote, die voorzitter van de Franse Gemeenschapscommissie in het Brussels Hoofdstedelijk Parlement wordt en dit niet wil combineren met het mandaat van parlementslid van de Franse Gemeenschap. De Groote was voorzitter van de cdH-fractie tot 22 juli 2014. |
| André du Bus de Warnaffe  | Brussel                  | cdH     | |
| Matteo Segers             | Brussel                  | Ecolo   | Vervangt vanaf 9 januari 2019 Christos Doulkeridis, die burgemeester van Elsene wordt. Doulkeridis werd van 17 juni tot 20 juli 2014 als ontslagnemend staatssecretaris in de Brusselse Hoofdstedelijke Regering vervangen door Arnaud Pinxteren en was van 22 juli 2014 tot 26 augustus 2016 voorzitter van de Ecolo-fractie. |
| Barbara Trachte           | Brussel                  | Ecolo   | Vervangt vanaf 17 juni 2014 Zoé Genot, die beslist om niet te zetelen. Trachte is vanaf 27 augustus 2016 voorzitter van de Ecolo-fractie. |
| Jacques Brotchi           | Brussel                  | MR      | Van 15 oktober 2014 tot 8 januari 2019 voorzitter van de commissie Internationale Betrekkingen, Europese Aangelegenheden, Algemene Zaken, Universitaire Ziekenhuizen, Beroepen in de Gezondheidszorg, Reglement, Informatica en Controle op de Communicatie van de Leden van de Regering en Verkiezingsuitgaven. |
| Françoise Bertieaux       | Brussel                  | MR      | Voorzitter van de MR-fractie en secretaris van 15 tot 22 oktober 2014 en vanaf 13 maart 2019. |
| Alain Destexhe            | Brussel                  | MR      | Zetelt van 28 februari tot 21 maart 2019 als onafhankelijke en daarna vanaf 21 maart 2019 in de Listes Destexhe-fractie. Destexhe was secretaris van 5 november 2014 tot 13 maart 2019. |
| Corinne De Permentier     | Brussel                  | MR      | Secretaris. |
| Gaëtan Van Goidsenhoven   | Brussel                  | MR      | vervangt vanaf 22 september 2016 Vincent De Wolf, die het MR-fractieleiderschap in het Brussels Hoofdstedelijk Parlement niet langer wil cumuleren met het mandaat van parlementslid van de Franse Gemeenschap. |
| Béa Diallo                | Brussel                  | PS      | Voorzitter van de commissie Sport tot 20 april 2016. |
| Isabelle Emmery           | Brussel                  | PS      | Ondervoorzitter. |
| Nadia El Yousfi           | Brussel                  | PS      | Voorzitter van de commissie Jeugdhulp, Justitiehuizen en Promotie van Brussel tot 20 april 2016, van 2 mei 2016 tot 17 januari 2019 voorzitter van de commissie Jeugdhulp, Justitiehuizen, Sport en Promotie van Brussel en vanaf 17 januari 2019 voorzitter van de commissie Jeugd, Jeugdhulp, Justitiehuizen, Sport en Promotie van Brussel. |
| Jamal Ikazban             | Brussel                  | PS      | |
| Véronique Jamoulle        | Brussel                  | PS      | Vervangt vanaf 21 september 2017 Caroline Désir, die PS-fractieleider in het Brussels Hoofdstedelijk Parlement wordt en dit niet wil cumuleren met het mandaat van volksvertegenwoordiger van de Franse Gemeenschap. |
| Catherine Moureaux        | Brussel                  | PS      | |
| Emmanuel De Bock          | Brussel                  | FDF     | |
| Joëlle Maison             | Brussel                  | FDF     | |
| Caroline Persoons         | Brussel                  | FDF     | Vervangt vanaf 9 januari 2019 Michel Colson, die uit de politiek stapt. Colson verving vanaf 22 november 2017 Persoons toen ze om persoonlijke redenen ontslag nam. |